# Llista de races de conills porquins

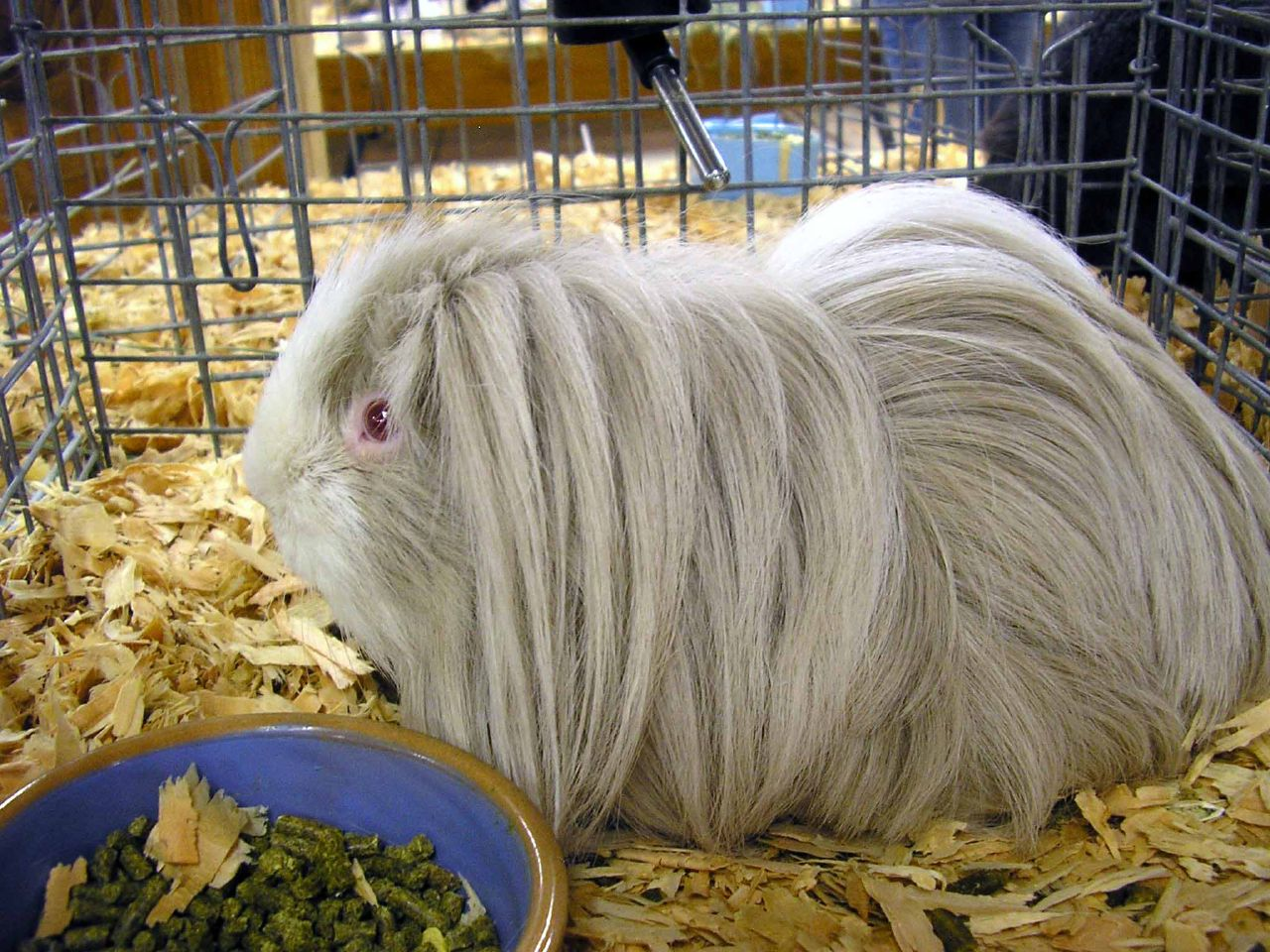
Silkie de pelatge blanc i lila

S'han criat moltes races de conills porquins des de la domesticació del conill porquí cap al 5000 aC. Aquestes races tenen una gran varietat d'aspectes i usos, que van des de les races de concurs de pèl llarg i solt fins a races de laboratori que es fan servir com a organismes model en la ciència. Entre el principi del segle xiii i la conquesta espanyola de l'Imperi Inca el 1532, la cria selectiva duta a terme pels pobles indígenes sud-americans donà peu a moltes varietats de conills porquins domèstics, que formen la base d'algunes races modernes. Entre aquestes races hi ha:
- Baldwin
- Conill porquí abissini
- Conill porquí americà
- Conill porquí de cresta blanca
- Conill porquí peruà
- Corona
- Lunkarya
- Merí
- Sheba
- Silkie
- Skinny
- Teddy
- Texel